# Самолетна катастрофа край Сочи
Самолетната катастрофа се случва на 25 декември 2016 г., когато Туполев Ту-154 на руското военно министерство с 92 души на борда се разбива в Черно море.

## Катастрофа
Самолетът се разбива малко след излитане от международното летище в Сочи, на път за авиобазата Хмеймим в Латакия, Сирия. Излита с 92 души на борда в 5:27 ч. местно време (4:27 ч. българско), след престой от черноморския курорт Сочи. Машината изчезва от радарите около 20 минути след излитането си. Полетът превозва 64 членове на военния Ансамбъл за песни и танци на Руската армия „Александър Александров“, включително неговият директор, Валерий Халилов. Девет от пътниците са журналисти, по трима от Първи канал, НТВ и Звезда.
Самолетът се разбива на 1,5 km от брега в Черно море. Останки са намерени на дълбочина от 50 до 70 m. Загиват всички 92 души на борда. Телата на 10 души са прибрани от морето.

## Разследване
Веднага след катастрофата, разследващият комитет на Русия започва проучване на причината за катастрофата.
Владимир Путин обявява 26 декември 2016 г. за ден на национален траур.